# Femmes pour l'avenir d'Israël
Ne doit pas être confondu avec La Femme en vert (film) ou La Femme en vert (roman).
Femmes pour l'avenir d'Israël, en hébreu : נשים למען עתיד ישראל - en anglais : Women for Israel's Tomorrow,  est une organisation à but non lucratif sioniste israélienne qui soutient la colonisation en Cisjordanie occupée et dans la bande de Gaza. Elle est aussi connue sous le nom de Femmes en vert (נשים בירו - Women in Green).

## Organisation
Elle est fondée en 1993 par Ruth et Michael Matar en réponse aux accords d'Oslo. Cette organisation est un mouvement populaire regroupant des femmes et des hommes, croyants et non croyants. Son slogan est « unis dans leur amour, leur dévouement et leur fidélité à la terre d'Israël ». Le groupe est une organisation à but non lucratif enregistrée et n'est affilié à aucun parti politique. Il bénéficie du soutien du public en Israël et à l'étranger.
Le nom plus connu du mouvement, Femmes en vert, fait référence aux chapeaux verts que les militantes portaient lors des manifestations publiques organisées contre les accords d'Oslo. Les chapeaux verts symbolisent l'opposition du groupe au rétablissement de la Ligne verte. « La terre d'Israël pour le peuple d'Israël » est une devise non officielle adoptée par le mouvement depuis sa création.